# Mosquée d'Umoljani
La mosquée d'Umoljani est située en Bosnie-Herzégovine, sur le territoire du village d'Umoljani et dans la municipalité de Trnovo (canton de Sarajevo). Elle a été construite au XXe siècle et est inscrite sur la liste des monuments nationaux de Bosnie-Herzégovine.
La cour intérieure de la mosquée (en bosnien : harem) et le sont également classés.